# Charaxes imperialis
Charaxes imperialis е вид пеперуда от семейство Многоцветници (Nymphalidae). Видът не е застрашен от изчезване.

## Разпространение
Разпространен е в Бенин, Гана, Гвинея, Гвинея-Бисау, Демократична република Конго, Екваториална Гвинея (Биоко), Замбия, Камерун, Кот д'Ивоар, Либерия, Нигерия, Руанда, Сиера Леоне, Танзания, Того, Уганда и Централноафриканска република.